# Мабуку, Джон
Джон Мабуку (англ. John Mabuku) — бывший губернатор области Каприви в Намибии, сторонник независимости Полосы Каприви, бывший член Национального Совета Демократического Альянса Тюрнхалле (ДАТ), бежал в изгнание в Ботсвану с бывшим лидером ДАТ Мишаке Муйонго после неудачного восстания сепаратистов в 1998 году в Полосе Каприви против правительства Намибии.
Джон Мабуку продолжал координацию деятельности ДАТ из лагеря беженцев Кагисонг (англ. Kagisong ) в Ботсване и продолжал поддерживать президента ДАТ Мишаке Муйонго, который находился в изгнании в Дании.
Джон Мабуку умер в изгнании в Ботсване 13 июля 2008 года после продолжительной болезни.